# ماری یتا (اکلاهما)
ماری یتا (به انگلیسی: Marietta) یک شهر در ایالات متحده آمریکا است که در شهرستان لاو، اکلاهما واقع شده‌است. ماری یتا ۶٫۲ کیلومتر مربع مساحت و ۲٬۶۲۶ نفر جمعیت دارد و ۲۵۸ متر بالاتر از سطح دریا واقع شده‌است.